# La Promesse de l'aube
La Promesse de l'aube is een Frans-Belgische film van Éric Barbier die werd uitgebracht in 2017. 
Het scenario is gebaseerd op de gelijknamige autobiografische roman (1960) van Romain Gary.

## Verhaal
Roman is het zoontje van Asjkenazische Joden die in Wilno, toen de facto in Polen, leven. Na de scheiding van haar man in 1925 moet Nina Kacew, de moeder, haar zoontje Roman alleen opvoeden. Roman beleeft er een moeilijke kindertijd, zijn moeder had het niet onder de markt. Na korte verblijven in Święciany, vanwaar ze afkomstig is, en in Warschau, emigreren Roman en Nina in 1928 naar Nice. Nina krijgt er de kans een pension uit te baten.
Ze heeft grootse plannen voor haar zoon. Met niet altijd even zachte dwang probeert ze hem ervan te overtuigen schrijver te worden. Ze is soms zo dominant dat Romain - ondertussen heeft ze zijn naam verfranst - eronder lijdt. 
Wanneer de Tweede Wereldoorlog uitbreekt wordt Romain gemobiliseerd. Nina droomt al van een officierscarrière voor hem. Als piloot beleeft Romain een bewogen en roemrijke periode in Afrika en in het Midden-Oosten. Ook tijdens de oorlog blijft zijn moeder hem bestoken met soms brutale aansporingen om te schrijven. Alhoewel ze hem verwijt dat hij weinig tekst produceert en dat literaire erkenning uitblijft doet Romain er alles aan om zijn moeder tevreden te houden. 
Wanneer Romain in 1944 na een jarenlange afwezigheid thuiskomt wil hij zijn moeder verheugen met het nieuws dat eindelijk een roman van hem wordt uitgegeven. Dan pas verneemt hij dat zij al geruime tijd is overleden.

## Rolverdeling
| Acteur                 | Personage                             |
| ---------------------- | ------------------------------------- |
| Pierre Niney           | Roman Kacew / Romain Gary             |
| Charlotte Gainsbourg   | Nina Kacew, de moeder van Romain Gary |
| Nemo Schiffman         | Roman Kacew (14-16 jaar)              |
| Pawel Puchalski        | Roman Kacew (8-10 jaar)               |
| Didier Bourdon         | Alex Gubernatis                       |
| Jean-Pierre Darroussin | Zaremba, de Poolse kunstenaar         |
| Catherine McCormack    | Lesley Blanch                         |
| Finnegan Oldfield      | Arnaud Langer, een oorlogsmakker      |